# John Frusciante

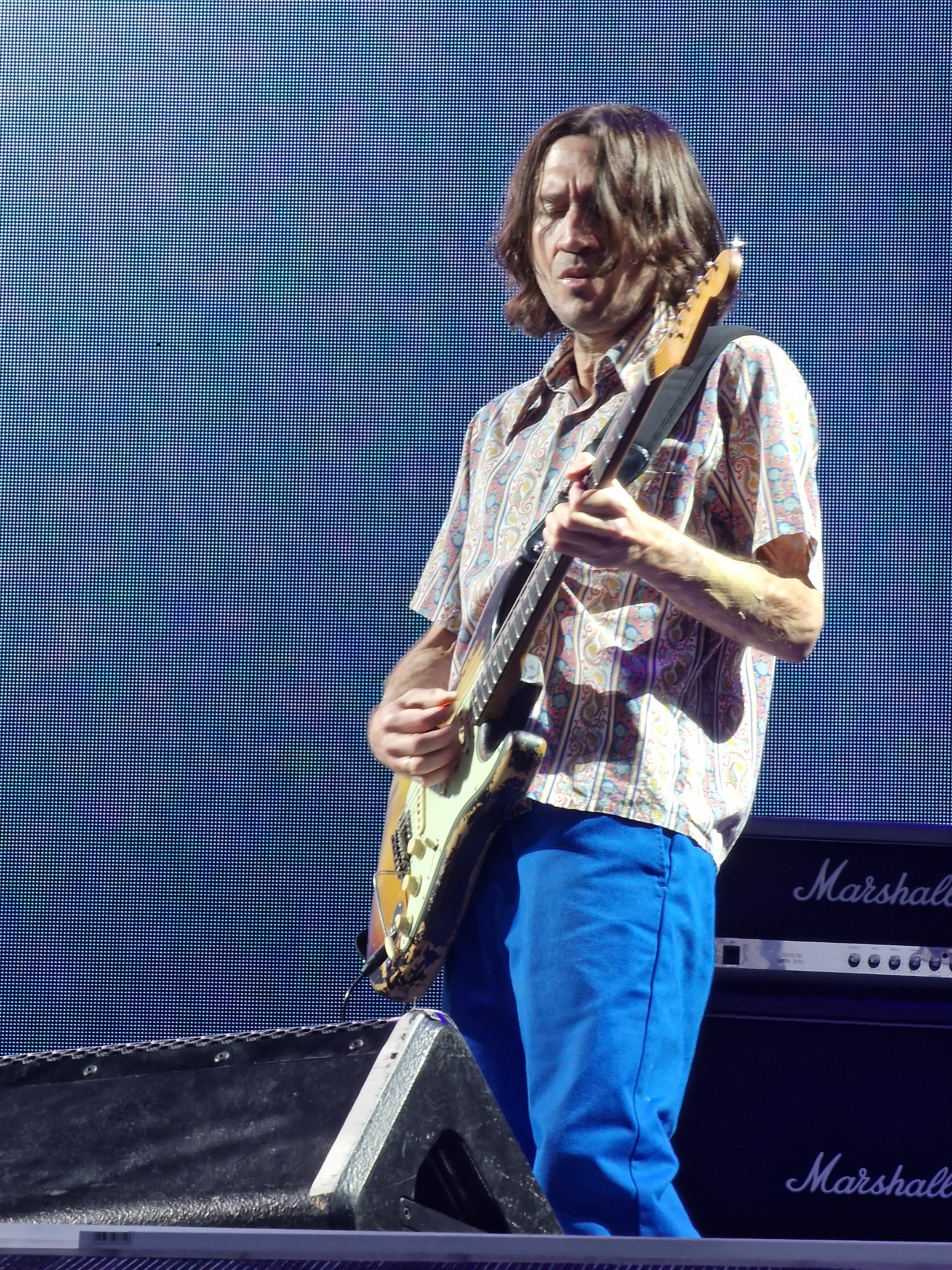
John Frusciante (2022)

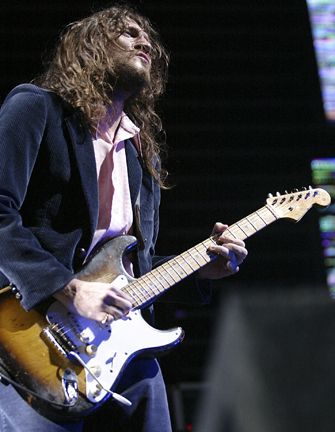
John Frusciante (2006)

John Anthony Frusciante [fru'ʃɑnteɪ ] (* 5. März 1970 in Queens, New York) ist ein US-amerikanischer Musiker. Er war von 1988 bis 1992 und von 1998 bis 2008 Gitarrist und Begleitsänger der kalifornischen Band Red Hot Chili Peppers. Im Dezember 2019 trat er der Band erneut bei.

## Leben

### Kindheit
John Frusciante wurde 1970 als einziges Kind von Gail und John Frusciante Sr. geboren. Seine Mutter war eine erfolgversprechende Sängerin, blieb aber Hausfrau, weil ihr Mann eine musikalische Karriere ihrerseits ausschloss. Johns Vater, ein Rechtsanwalt, spielte lange Zeit Klavier. Nach einem Umzug nach Tucson in Arizona lebte die Familie für ein Jahr in Florida. Während dieser Zeit, John war sechs Jahre alt, trennten sich die Eltern. In Santa Monica, wo er die nächsten Jahre lebte, gefiel es ihm sehr gut, da sich dort ein Großteil der Rock- und Punk-Szene abspielte. Sein Stiefvater, der Beethoven und 50er-Rhythm-and-Blues hörte, unterstützte John in seiner künstlerischen Entwicklung. Während seiner Schulzeit entwickelte John enormen Ehrgeiz für das Gitarrespielen. Laut eigener Aussage übte er bis zu fünfzehn Stunden am Tag und setzte sich mit Musiktheorie auseinander. Seine ersten eigenen Songs nahm er im Alter von vierzehn Jahren auf. John Frusciante war zudem Schüler am GIT, blieb jedoch die meiste Zeit dem Unterricht fern und schloss die Schule nicht ab.

### Red Hot Chili Peppers
Frusciante war mit 15 Jahren begeistert von den Red Hot Chili Peppers. Er hatte alle Texte, Gitarren- und Bassriffs ihrer Lieder einstudiert. Als er 1988 nach Hollywood zog, traf er dort bei einer Session auf den ehemaligen Dead-Kennedys-Schlagzeuger D. H. Peligro, welcher den Kontakt zwischen Frusciante und den „Chilis“ herstellte. Nach dem Tod ihres Gitarristen Hillel Slovak am 25. Juni 1988 wurde Frusciante in die Band aufgenommen.
Ihr erstes gemeinsames Album Mother’s Milk war bereits erfolgreich, mit dem Album Blood Sugar Sex Magik schaffte die Band den kommerziellen Durchbruch. Während der Arbeiten zu diesem Album kriselte es in der Band. So berichtet Frusciante, dass er bereits im Jahr 1991 mit dem Gedanken spielte, die Band zu verlassen. Dem erhöhten Leistungsdruck sowie dem steigenden Bekanntheitsgrad der Red Hot Chili Peppers fühlte er sich nicht mehr gewachsen, sodass er während der Japan-Tournee am 7. Mai 1992 seinen Austritt ankündigte. Tatsächlich verließ er kurz darauf die Band und wurde später durch den Gitarristen Dave Navarro ersetzt.

### Persönliche Krise
Während seiner Zeit bei den Red Hot Chili Peppers hatte Frusciante in zunehmendem Maße Kokain und Heroin konsumiert. Die steigende Heroinabhängigkeit trug dazu bei, dass er die Band 1992 verließ. Von 1993 bis 1997 spielte Frusciante kaum öffentlich Gitarre und verlegte seinen künstlerischen Ausdruck u. a. auch auf abstrakte Malerei.
Frusciante hatte in den Jahren mit der Band, vorwiegend in den Pausen zu den Aufnahmen von Blood Sugar Sex Magik, eigene Songs aufgenommen. Nach dem Ausstieg bei den Red Hot Chili Peppers veröffentlichte er diese 1994 als Doppelalbum mit dem Titel Niandra Lades and Usually Just a T-Shirt.
Danach schrieb Frusciante auch Kurzgeschichten und weitere Songs, die nun deutlich mehr von seinem Drogenkonsum geprägt waren. Nach dem Tod seines guten Freundes River Phoenix im Oktober 1993, der nach einem seiner Live-Auftritte in Johnny Depps Club Viper Room starb, rutschte Frusciante noch weiter in die Heroinsucht ab.
Im Februar 1996 entrann er knapp dem Drogentod; daraufhin versuchte er erfolglos, den Heroinkonsum zu stoppen. 1997 brachte er sein Album Smile From the Streets You Hold auf den Markt, nicht nur zur Finanzierung seines Drogenkonsums, sondern auch, um dem Wunsch seiner Freunde nachzukommen, die ihm dazu rieten, seine Musik zu veröffentlichen, da es keine gute Musik mehr gebe (u. a. Johnny Depp). Auf diesem Album sind auch zwei Kollaborationen von Frusciante und River Phoenix zu hören – Height Down und Well, I’ve Been. Die Songs auf dem Album wurden zu verschiedenen Zeiten in seinem künstlerischen Schaffen aufgenommen. So gibt es sowohl Songs aus seiner Jugend wie A Fall Thru the Ground als auch solche, die es aufgrund der CD-Länge nicht auf Niandra Lades and Usually Just a T-Shirt geschafft haben, wie Smile From the Streets You Hold, oder kurz zuvor aufgenommene Songs, in der sein geplagter psychischer Zustand deutlich zum Ausdruck kommt, wie Nigger Song oder Enter A Uh.
Nach mehreren vergeblichen Entzugsversuchen gelang es Frusciante Anfang 1998, seine Drogenabhängigkeit zu überwinden. Nach seiner Genesung stieg er wieder bei den Red Hot Chili Peppers ein.

### Wiedereinstieg bei den Red Hot Chili Peppers und neuer Erfolg
1999 war Frusciante maßgeblich am Album Californication beteiligt, das für die Red Hot Chili Peppers, die nach seinem Ausstieg richtungslos gewesen waren, ein Comeback bedeutete. 2001 veröffentlichte er sein Soloalbum To Record Only Water for Ten Days. Daneben stellte er auf seiner Internetseite im selben Jahr gratis weiteres Material zur Verfügung, das am Ende ein komplettes Album mit dem Titel From the Sounds Inside ergab. Während der Songwriting-Phase für das Peppers-Album By the Way (2002) schrieb er zusammen mit Josh Klinghoffer Stücke für sein Album Shadows Collide With People, das auch Gastauftritte von Flea, Omar A. Rodríguez-López und Chad Smith enthielt. Zwischen den Produktionen seiner Soloalben komponierte John Frusciante Stücke für den Film The Brown Bunny seines Freundes Vincent Gallo.

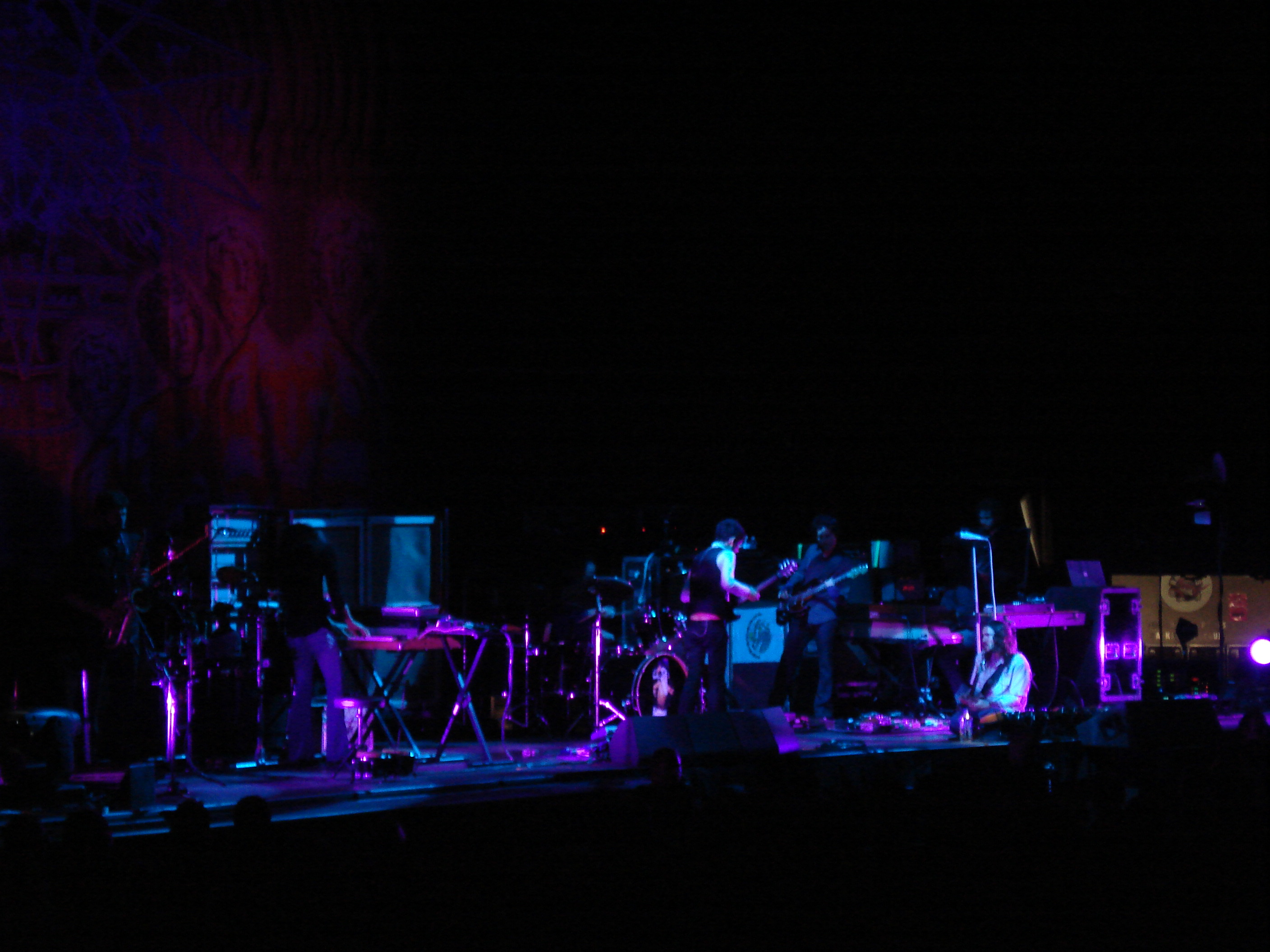
Frusciante (rechts, kniend) bei einem Auftritt mit The Mars Volta

2004 veröffentlichte er mit Hilfe seines Freundes Josh Klinghoffer eine Serie von sechs Alben, die ab der zweiten Hälfte des Jahres in monatlichen Abständen herausgebracht wurden und sehr unterschiedliche Stilrichtungen verfolgten. Das erste, The Will to Death, hatte einen rauen Sound und erinnerte an die 1970er Jahre. John Frusciante machte dabei nur wenig Gebrauch von Overdubs. Auf dem zweiten, The DC EP, verzichtete er völlig auf den Gebrauch von Synthesizern. Inside of Emptiness verfolgte einen eher rockigen Stil. Danach erschien sehr experimentelle und elektronische Musik unter dem Titel A Sphere in the Heart of Silence, die recht komplexe Strukturen aufwies, und auf der Josh Klinghoffer ebenso vertreten war. Das fünfte Album in dieser Serie war eine Improvisation zusammen mit Joe Lally, dem Bassisten von Fugazi, und Josh Klinghoffer. Die drei traten unter dem Namen Ataxia auf, das Album hieß Automatic Writing. Das akustische Album Curtains beendete die Serie und schloss musikalisch an The DC EP an.
Am 29. Mai 2007 erschien der zweite Teil der 90 Minuten langen Improvisation von Ataxia unter dem Namen AWII. Frusciante kündigte auch an, dass er zwei weitere Alben mit Klinghoffer veröffentlichen wolle. Eines würde mehr aus elektronischer Musik bestehen, und das andere werde sich an klassischer Musik orientieren. Siebzehn Songs seien bereits fertiggestellt.

### Solokünstler
Das neue Soloalbum The Empyrean wurde am 30. Januar 2009 veröffentlicht. Das Konzeptalbum beinhaltet zehn Titel, darunter das Cover Song to the Siren (im Original von Tim Buckley) und den Instrumentaltitel Before the Beginning, welcher eine neue Interpretation des Songs Maggot Brain von der Band Funkadelic ist. Am Bass ist, wie schon auf früheren Alben, Flea zu hören. Schlagzeug spielt Josh Klinghoffer. Des Weiteren wirken auf dem Album Johnny Marr, die New Dimension Singers und das Sonus Quartet mit. Laut Frusciante wurde die CD zwischen Dezember 2006 und März 2008 aufgenommen.
Am 16. Dezember 2009 gab Frusciante auf seiner offiziellen Website bekannt, dass er bereits über ein Jahr zuvor die Red Hot Chili Peppers wieder verlassen habe, um sich ausschließlich seinen Soloprojekten widmen zu können. Auf seine Empfehlung hin wurde Klinghoffer sein Nachfolger als Gitarrist der Band. An gleicher Stelle veröffentlichte Frusciante im Mai 2010 seine Solosingle Here, air als kostenlosen Download.
Als die Red Hot Chili Peppers 2011 in die Rock and Roll Hall of Fame aufgenommen wurden, nahm Frusciante nicht an den Feierlichkeiten teil, obwohl er eingeladen worden war.
Gelegentlich kollaborierte er mit anderen Musikern, die mit elektronisch erzeugter Musik arbeiteten. Er veröffentlichte mit Venetian Snares unter dem Namen Speed Dealer Moms eine EP und spielte als Gast in der Band Swahili Blonde seiner Frau Nicole Turley. 2012 veröffentlicht Frusciante die EP Letur-Lefr, welches Elemente von Electronica, Pop und Hip-Hop vereint. Im gleichen Jahr erschien die EP PBX Funicular Intaglio Zone.
In Erinnerung an seinen verstorbenen Freund und ehemaligen Caterer der Red Hot Chili Peppers, Wayne Forman, veröffentlichte er den Song Wayne im April 2013, im August erschien die EP Outsides. 2014 produzierte er für die Black Knights das komplette Album Medieval Chamber und brachte einige Vocals mit ein. Er wurde Mitglied im Projekt „Kimono Kult“, an welchem auch der At-the-Drive-In-Gitarrist Omar Rodriguez-Lopez sowie Teri Gender Bender von Le Butcherettes teilnehmen und im März 2014 das Debüt Hiding in the Light veröffentlichen. Im April 2014 erschien sein elftes Studioalbum mit dem Titel Enclosure.
Im April 2015 startete er das Acid-House-Projekt Trickfinger mit dem gleichnamigen Album. Im darauffolgenden Monat verkündete er, keine Musik für den öffentlichen Konsum mehr produzieren zu wollen. Im November 2015 gab Frusciante bekannt, dass er auf seinen Bandcamp- sowie Soundcloud-Profilen Songs aus den Jahren 2008–13 hochladen wird.

### Erneuter Wiedereinstieg bei den Red Hot Chili Peppers
Am 15. Dezember 2019, damit fast genau 10 Jahre nach seinem zweiten Ausstieg, gaben die Red Hot Chili Peppers mit einer Textnachricht auf ihrem Instagram-Account bekannt, dass Frusciante wieder Teil der Band sei und den damals für ihn eingesprungenen Josh Klinghoffer ersetzen würde. Die Nachricht wurde wenig später durch Drummer Chad Smith und Bassist Flea, ebenfalls per Instagram, bestätigt.
2022 wurde er als Mitglied der Band mit dem 2717. Stern auf dem Hollywood Walk of Fame geehrt.
Im gleichen Jahr veröffentlichte er mit den Red Hot Chili Peppers ebenfalls die Alben Unlimited Love und Return of the Dream Canteen. Darüber hinaus nimmt er auch an der seit 2022 andauernden Welttournee der Band teil.

## Stil und Einflüsse
In seinen Solowerken entfernt sich John Frusciante sehr stark vom Sound der Red Hot Chili Peppers, macht etwa von Synthesizern regen Gebrauch und geht einem sehr viel persönlicheren und experimentelleren Stil nach.
Insbesondere seine ersten beiden Soloalben (Nianda LaDes and Usually Just A T-Shirt und Smile From The Streets You Hold) sind von eher expressionistischer Natur und stark von Frusciantes damaligen Drogenkonsum geprägt.
Als Inspirationen nennt er neben den Red Hot Chili Peppers auch Eric Clapton, Steve Vai, Frank Zappa, Jimi Hendrix, The Germs, Led Zeppelin, Lou Reed, Kiss, Captain Beefheart, David Bowie, Syd Barrett, Sonic Youth, Fugazi, Depeche Mode, Ornette Coleman, John McGeoch – Gitarrist der Band Siouxsie and the Banshees, Joy Division, The Smiths, The Clash, Van der Graaf Generator und die Talking Heads, aber auch Krautrock-Bands wie Kraftwerk und Neu!, deren Einflüsse besonders auf A Sphere in the Heart of Silence deutlich werden.
Frusciante nannte während der Aufnahmen zu Blood Sugar Sex Magik als seine Lieblingsgitarristen Eddie Hazel von P-Funk, Robert Johnson, James Williamson von The Stooges, Snakefinger, D. Boon von Minutemen, Lightnin’ Hopkins, Leadbelly, Tom Verlaine, Danny Whitten von Crazy Horse, Zander Schloss und Dix Denney von Thelonious Monster. Am meisten habe ihn aber Zoot Horn Rollos Gitarrenspiel auf Captain Beefhearts Trout Mask Replica beeinflusst. Für ihn hätten diese Gitarristen gemeinsam, dass sie nicht versuchten, cool zu wirken, sondern jede Note eine Bedeutung habe. Aber auch die Schauspieler Harpo Marx und Robert De Niro gehörten zu seinen Vorbildern. Durch sie habe er erkannt, dass man nicht extrem viele Noten sehr laut spielen müsse, um seine Botschaft rüberzubringen, weil de Niro nur das Wichtigste ausspricht und dies mit wenig Mimik verbunden sei. Marx hingegen drückt sich ausschließlich mit Geräuschen und Gesichtsausdrücken aus, von denen kein einziger unwichtig wäre.
Seit 1997 spielte Frusciante mit dem Gedanken, elektronische Musik zu machen. Zu jener Zeit entdeckte er Stile wie House, Techno oder Jungle für sich. Im Jahr 2005 überzeugte ihn schließlich die „Analord“-Serie des Musikers Richard D. James, dass es auch ohne die Hilfe von Toningenieuren möglich sei, eigene elektronische Stücke zu produzieren, woraufhin er sich Geräte wie Synthesizer und Drummachines zulegte und die Arbeit damit erlernte. Er orientierte sich bei seinen ersten Gehversuchen in der elektronischen Musik hauptsächlich an frühen Acid-House-Produktionen aus den 80er Jahren, war jedoch gleichzeitig ein großer Fan von moderneren Künstlern wie Squarepusher oder Venetian Snares.
Erst durch sein Soloprojekt im Bereich Acid House als Trickfinger konnte er diese Vorstellung realisieren.

## Öffentliche Wahrnehmung
Frusciante nimmt in einer Liste des Rolling Stone aus dem Jahr 2003 Platz 18 der 100 größten Gitarristen aller Zeiten ein. In einer neueren Liste belegt er Rang 72.
2010 war Frusciante bei einer Umfrage des englischen BBC-Radiosenders 6 Music von den Hörern zum besten Gitarristen der letzten 30 Jahre gekürt worden.
Deutschlandweit ist sein Ansehen als Gitarrist in den letzten Jahren gestiegen: In den offiziellen deutschen Verkaufscharts von Media Control in der Woche 39/2012 (Longplay) platzierte sich PBX Funicular Intaglio Zone auf Rang 99. Zuvor platzierte er schon Shadows Collide With People in den deutschen Verkaufscharts.

### Musikalische Zusammenarbeit
- 1988 mit Kristen Vigard: Kristen Vigard
- 1999 mit Banyan: Anytime At All
- 1999 mit The Bicycle Thief: You Come and Go Like a Pop Song
- 2000 mit Fishbone: The Psychotic Friends Nuttwerx
- 2001 mit Tricky: Blow Back
- 2001 mit Macy Gray: The ID
- 2001 mit Omar Rodriguez-Lopez: A Manual Dexterity: Vol. 1,
- 2003 mit Johnny Cash: The Man Comes Around und Unearthed
- 2003 mit Ziggy Marley: Dragonfly
- mit The Mars Volta:
  - 2003 De-Loused in the Comatorium
  - 2005 Frances the Mute
  - 2006 Amputechture
  - 2008 The Bedlam in Goliath
  - 2009 Octahedron
- 2004 mit David Bowie und Maynard James Keenan: Soundtrack zu Underworld
- mit Ataxia:
  - 2004 Automatic Writing
  - 2007 AWII
- 2006 mit Glenn Hughes: Music for the Divine
- 2007 mit Dave Gahan: Hourglass
- 2007 mit Wu-Tang Clan: 8 Diagrams
- mit Omar Rodriguez-Lopez:
  - 2007 Se Dice Bisonte, No Búfalo
  - 2007 Calibration
- 2008 Produzent des ersten Albums Exquisite Corpse von Warpaint
- 2009 mit N.A.S.A.: The Spirit of Apollo
- 2010 mit Omar Rodriguez-Lopez: Omar Rodriguez Lopez & John Frusciante
- 2010 mit Omar Rodriguez-Lopez Quartet: Sepulcros De Miel
- mit Swahili Blonde:
  - 2010 Man Meat
  - 2011 Psycho Tropical Ballet Pink
- 2010 mit Venetian Snares und Chris McDonald: Speed Dealer Moms
- 2012 im Film Man With the Iron Fists
- 2014 mit Black Knights: Medieval Chamber

## Diskografie
- Niandra Lades and Usually Just a T-Shirt (1994)
- Smile from the Streets You Hold (1997)
- To Record Only Water for Ten Days (2001)
- From the Sounds Inside (2001)
- Shadows Collide with People (2004)
- The Will to Death (2004)
- Automatic Writing (mit Ataxia) (2004)
- DC EP (2004)
- Inside of Emptiness (2004)
- A Sphere in the Heart of Silence (mit Josh Klinghoffer) (2004)
- Curtains (2005)
- AW II (mit Ataxia) (2007)
- The Empyrean (2009)
- Letur-Lefr EP (2012)
- Sect in Sgt (als Trickfinger) (2012)
- PBX Funicular Intaglio Zone (2012)
- Outsides (2013)
- Enclosure (2014)
- Trickfinger (als Trickfinger) (2015)
- 4-Track Guitar Music (2015)
- Renoise Tracks 2009–2011 (2015)
- Foregrow (2016)
- Maya (2020)
- . I : (2023)